# Giacomo Natoli

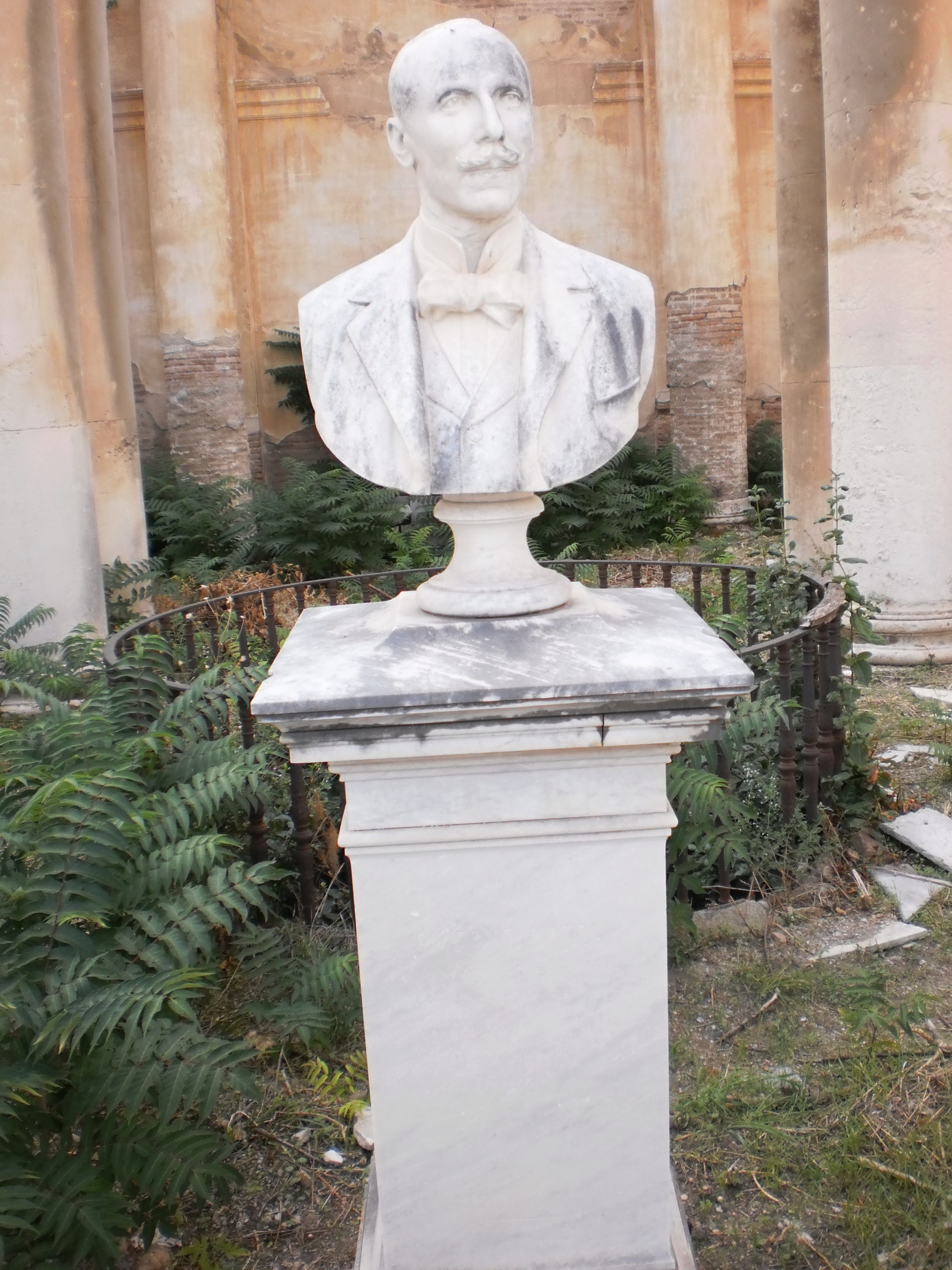
Büste von Giacomo Natoli

Giacomo Natoli (* 27. August 1846 in Messina; † 4. Dezember 1896 in Rom) war ein italienischer Politiker und ab 1886 dreimal Bürgermeister von Messina auf der Mittelmeerinsel Sizilien.